# National Institute of Standards and Technology
Il National Institute of Standards and Technology (NIST), in origine National Bureau of Standards o NBS, è un'agenzia del governo degli Stati Uniti d'America che si occupa della gestione delle tecnologie di diverse discipline. 
Fa parte del Dipartimento del Commercio e il suo compito è la promozione dell'economia americana attraverso la collaborazione con l'industria al fine di sviluppare standard, tecnologie e metodologie che favoriscano la produzione e il commercio.

## Attività
Il NIST pubblica i Federal Information Processing Standard (FIPS), che specificano il Data Encryption Standard e l'Advanced Encryption Standard. Il suo quartiere generale si trova a Gaithersburg nel Maryland.
Il NIST è responsabile della diffusione delle previsioni meteo in tutto il nord America tramite le sue trasmissioni via radio.
Oltre ai suoi normali compiti, il NIST ha un laboratorio a Boulder, nel Colorado, in cui lavorano scienziati e ricercatori, molti dei quali fisici. Due di essi, William D. Phillips ed Eric A. Cornell, sono stati insigniti del premio Nobel per la fisica per studi e ricerche compiute nel laboratorio Boulder.
Il NIST è anche il maggior fornitore mondiale di materiali di riferimento.
Il NIST si sta occupando attivamente delle tessere di identificazione per i dipendenti federali, al fine di controllare e prevenire il terrorismo, i criminali, e tutti gli accessi non autorizzati all'interno di strutture governative e dei loro sistemi informatici.
Negli ultimi anni il NIST è tra i principali riferimenti autorevoli relativamente alla cybersecurity.